# Alájar
Alájar er en by og kommune i det sydvestlige Spanien i provinsen Huelva. Den har et indbyggertal på 791 (2024) indbyggere.